# Pan Viejo (Perú)
Pan Viejo es una localidad peruana ubicada en el distrito de Zorritos, perteneciente a la provincia de Contralmirante Villar del departamento de Tumbes, al norte del Perú. 

## Ubicación
Pan Viejo se ubica al norte de la provincia de Contralmirante Villar, en el distrito de Zorritos, en el departamento de Tumbes.

## Demografía
En 2017 Pan Viejo tenía una población de 8 habitantes.
| Gráfica de evolución demográfica de Pan Viejo entre 1993 y 2017 |
|                                                                 |
| Fuentes: Población 1993 y 2017                                  |